# Condylostylus crinitum
Condylostylus crinitum är en tvåvingeart som först beskrevs av Aldrich 1904.  Condylostylus crinitum ingår i släktet Condylostylus och familjen styltflugor. Inga underarter finns listade i Catalogue of Life.